# Saint-Crépin, Hautes-Alpes

Saint-Crépin este o comună în departamentul Hautes-Alpes, Franța. În 1 ianuarie 2022 avea o populație de 716 de locuitori.